# Ermita de Santa Catalina (Garrovillas de Alconétar)
La ermita de Santa Catalina es una ermita en estado ruinoso ubicada en el municipio español de Garrovillas de Alconétar, en la provincia de Cáceres.
El edificio, fechado oficialmente en el siglo XVII y del que solamente quedan los muros, se ubica unos 4 km al sur de la villa de Garrovillas de Alconétar y 1 km al oeste del puente de la carretera EX-302 sobre la rivera de Araya, curso de agua que en esta zona desemboca en el embalse de Alcántara. Solamente es posible acceder a la ermita a través de caminos de tierra.

## Historia
Se conoce poco sobre el origen de esta ermita, ya que llegó en ruinas al final del Antiguo Régimen. La señalización turística que la acompaña la fecha oficialmente en el siglo XVII, pero podría datar del siglo XVI. No obstante, tienen mayor interés histórico los restos anteriores encontrados en los alrededores: se han hallado restos de una villa romana y una estructura de covachas que podría ser de época tardorromana-medieval y se ha planteado la hipótesis de que la ermita pudo ser el resultado de la reedificación de una estancia absidiada de dicha villa romana.
Del mismo modo que no está claro su origen, tampoco está claro cómo se abandonó el edificio. En el Interrogatorio de la Real Audiencia de Extremadura de 1789 ya se mencionaba como "casi demolida". Lo más probable es que desapareciera por saturación económica al concentrarse muchas ermitas en el término de la localidad: el citado Interrogatorio señalaba que en aquel momento había doce ermitas en la villa, de las cuales ocho estaban activas y cuatro en ruinas.

## Estado actual
Los restos que actualmente quedan del edificio muestran que tenía una planta rectangular apuntando hacia un ábside semicircular en el noreste. Se conservan en mal estado los muros laterales del edificio y los del ábside, pero han desaparecido completamente la cubierta y el imafronte. Sin embargo, frente a lo que fue la puerta principal del edificio se mantiene en pie un crucero de piedra coronado por una pequeña cruz de hierro.
En la actualidad, los restos del edificio se mantienen con fines turísticos, ya que forma parte de la ruta de senderismo que llevaba tradicionalmente a la ermita de Altagracia; así como con fines arqueológicos, ya que la normativa urbanística local tiene catalogada el área como "Ruinas Romanas de Santa Catalina". Todavía actualmente pasa por esta ermita la ruta a caballo de la romería de Altagracia del 8 de septiembre.